# شیمی آبجو

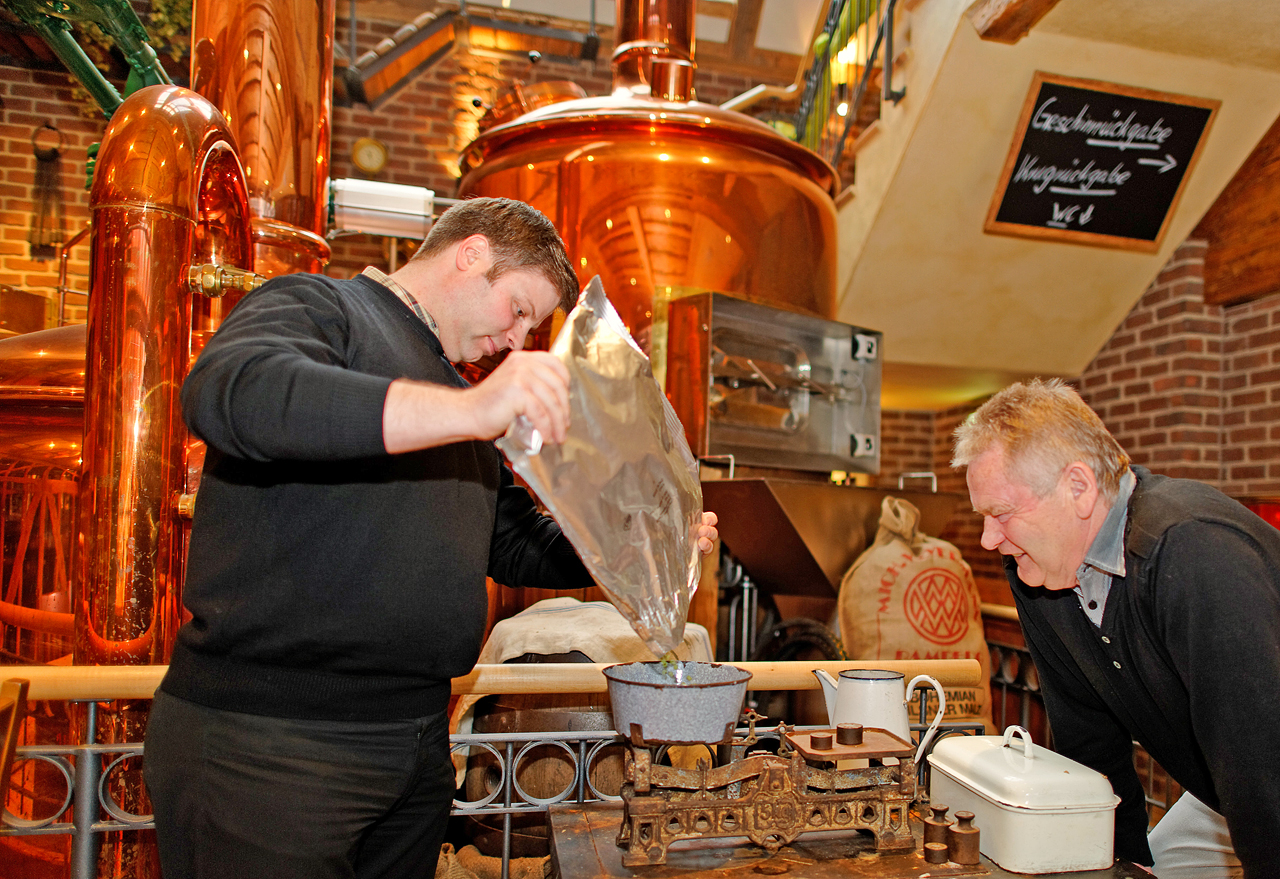
وزن کردن رازیانه

شیمی آبجو (به انگلیسی: Beer chemistry) در واقع به بررسی ترکیبات شیمیایی موجود در آبجو می‌پردازد. برخی از این ترکیبات عامل طعم، بو و ظاهری خاص آبجو هستند. بیشتر ترکیبات موجود در آبجو از فعالیت های متابولیکی گیاهان و مخمرها ناشی می‌شوند و به‌همین دلیل در حوزه بررسی رشته‌های بیوشیمی و شیمی آلی قرار می‌گیرند. بیش از ۹۰ درصد آبجو از آب تشکیل شده‌است و به‌ّمین خاطر یون‌های معدنی موجود در آب، می‌توانند بر طعم و مزه آن تأثیر چشم‌گیری داشته باشند.